# تفاوت‌های جنسیتی انسان در علوم اعصاب

مغز انسان و اجزای مختلف آن.

عصب‌شناسی تفاوت‌های جنسی، مطالعه ویژگی‌هایی است که مغز مرد و زن را از هم متمایز می‌کند. برخی تصور می‌کنند که تفاوت‌های جنسی روان‌شناختی منعکس‌کننده تعامل ژن‌ها، هورمون‌ها و یادگیری اجتماعی بر رشد مغز در طول عمر است.
یک متاسنتز از ادبیات علمی موجود در سال ۲۰۲۱ میلادی نشان داد که جنسیت ۱٪ از ساختار یا هر بخش تخصصی مغز را تشکیل می‌دهد و تفاوت‌های بزرگ در سطح گروهی را فقط در حجم کلی مغز می‌توان پیدا کرد. یک بررسی از سال ۲۰۰۶ و یک متاآنالیز در سال ۲۰۱۴ نشان داد که برخی شواهد از مطالعات مورفولوژی و عملکرد مغز نشان می‌دهد که مغز مردان و زنان از منظر ساختاری یا عملکردی همیشه یکسان فرض نمی‌شود و برخی از ساختارهای مغز از نظر جنسی دودیس هستند.

## آناتومی مغز مردانه و زنانه
شباهت‌ها و تفاوت‌های زیادی در ساختار، انتقال دهنده‌های عصبی و عملکرد مغز در دو جنس انسان شناسایی شده‌است،  اما برخی از دانشگاهیان مانند کوردلیا فاین  و آنلیس کایزر، سون هالر، سیگرید اشمیتز و کوردولا نیچ  با این نتایج مخالفت می‌کنند. وجود تفاوت‌های جنسی قابل‌توجه در مغز، با این استدلال که تفاوت‌های ذاتی در نوروبیولوژی زنان و مردان به دلیل عواملی مانند عصب گرایی، نقص‌های روش‌شناختی و سوگیری چاپ به‌طور قطعی شناسایی نشده‌است.
مردان و زنان در برخی از جنبه‌های مغزشان، به ویژه تفاوت کلی در اندازه، با هم تفاوت دارند، به‌طوری که مردان به‌طور میانگین مغز بزرگتری دارند (بین ۸٪ تا ۱۳٪ بزرگتر)،  اما آیا این که یک رابطه بین حجم یا تراکم مغز و عملکرد مغز وجود دارد از لحاظ علمی به مجمع نرسیده. علاوه بر این، تفاوت‌هایی در الگوهای فعال سازی وجود دارد که نشان دهنده تفاوت‌های آناتومیکی یا رشدی است.

### حجم مغز
از نظر ساختاری، مغز مردان بالغ به‌طور متوسط ۱۱ تا ۱۲ درصد سنگین تر و ۱۰ درصد بزرگتر از مغز زنان است. اگرچه از نظر آماری تفاوت‌های جنسی در ماده سفید و درصد ماده خاکستری وجود دارد، اما این نسبت مستقیماً با اندازه مغز مرتبط است و برخی استدلال می‌کنند که این تفاوت‌های جنسی در درصد ماده خاکستری و سفید ناشی از تفاوت بین میانگین اندازه بدنی بین مردان و زنان است. دیگران استدلال می‌کنند که این تفاوت‌ها تا حدی پس از کنترل حجم مغز باقی می‌مانند.